# ゼノン編集部
『ゼノン編集部』（ゼノンへんしゅうぶ）は、コアミックスが運営するウェブコミック配信サイト。2019年10月25日にオープンした。
コアミックスが編集を手掛ける『月刊コミックゼノン』『WEBコミックぜにょん』『コミックタタン』のWebサイトを統合してリニューアルされた。後者2つは統合後もサイト内レーベルとしてその名を残している。

## 連載中

### 連載中（ぜにょん）
- 明かせぬ正体 最強の糸使いは復讐の死神になる（漫画：クロノヤミ、原作：ポルカ、キャラクター原案：pica）
- 明日のレシピ（大島千春）
- いじめられっ子の悪役令嬢転生記 第2の人生も不幸だなんて冗談じゃないです！（漫画：三嶋しょう子、原作：弥生真由）
- 異世界領地改革〜土魔法で始める公共事業〜（漫画：さくら夏希、原作：布袋三郎、キャラクター原案：イシバシヨウスケ）
- お姉ちゃんに好かれすぎて死ぬ!?（あぬ）
- 喫茶店にギャルがいる（田丸鴇彦）
- 紅茶の魔女の優雅なる宮廷生活 チートをひた隠す最弱魔導師の窓際ライフ（漫画：ヨリフジ、原作：蛙田アメコ）
- さるまね（吉田薫）
- 少年を飼う（青井ぬゐ）
- 19番目のカルテ 徳重晃の問診（漫画：富士屋カツヒト、医療原案：川下剛史）
- 天狗祓の三兄弟（晴川シンタ）
- 東京決闘環状戦（山田俊明）
- 長い道（こうの史代）
- ネコの掟（目黒川うな）
- ハッピーファミリー 復讐のレンタルお母さん（船木涼介）
- 北斗の拳 イチゴ味（シナリオ：河田雄志、作画：行徒妹、原案：武論尊・原哲夫） - 休載中
- 北斗の拳 世紀末ドラマ撮影伝（作画：倉尾宏、原案：武論尊・原哲夫）
- マザーパラサイト（佐藤洋寿）
- ミカコ72歳（新久千映）
- 夜分に吸血失礼します。（あみだむく）
- 勇者パーティーを引退して田舎で米と魔王の娘を育てます（漫画：とめおにぎり、原作：木野裕喜）
- 凛子ちゃんとひもすがら（七瀬八）
- ワカコ酒（新久千映）
- ワルハラ 電脳自衛隊 MMORPGへ進軍す（漫画：矢神翔、原作：柳内たくみ、キャラクターデザイン：ヨシモト）

### 連載中（タタン）
- 推しが部下になりました（漫画：こげたおこげ、原作：Ryo）
- 俺たちつき合ってないから（作画：山崎智史、原作：宮崎摩耶）
- 顔に泥を塗る（ヨシカズ）
- ガチ恋粘着獣〜ネット配信者の彼女になりたくて〜（星来）
- 恋の呪いは愛で解け（須賀千夏）
- 少年サイコ 兄が僕を殺したくて困っています（naked ape）
- 断頭のアルカンジュ（作画：メイジメロウ、原作：花林ソラ）
- バーチャル男子に恋してる（作画：亜森ちえ、原作：かなた菜佳）
- ブルータル 殺人警察官の告白（作画：伊澤了、原作：古賀慶）
- プロ彼女の条件 芸能人と結婚したい女たち（漫画：acca、原作：hina）
- めしぬま。（あみだむく）※『ゼノン』本誌連載作品
- モブ子の恋（田村茜）※『ゼノン』本誌より移籍
- レプリカ 元妻の復讐（作画：ひらいはっち、原作：タナカトモ）
- 私と夫と夫の彼氏（綾野綾乃）

## 連載終了作品

### 連載終了作品（ぜにょん）
- あゝ我らがミャオ将軍（作画：もりちか、原作・構成：まつだこうた）
- アンタゴニスト（作画：黒田高祥、原作：藤栄道彦）※『ゼノン』本誌連載作品
- 異世界から勇者を召喚したら猫でした（楠木ひかる）
- お母さんの正体（あさのゆきこ）
- 織田シナモン信長（目黒川うな）※『ゼノン』本誌連載作品
- かみがみ〜最も弱き反逆者〜（漫画：松林佑、原作：真上犬太、キャラクター原案：黒ドラ）
- グレイスローザ（氷室）
- 送魂の少女と葬礼の旅（路那）
- 大衆酒場ワカオ ワカコ酒別店（漫画：猫原ねんず、原作：新久千映）
- 大福生活（筆禍）
- タカコさん（新久千映）
- 刀剣乱舞 外伝 あやかし譚（漫画：蜷川ヤエコ、原案：「刀剣乱舞-ONLINE-」より（DMM GAMES/Nitroplus））
- 土曜日のランチメイト（高尾じんぐ）
- なんでも検索する子ちゃん（俺シーサイド）
- 野宮警部補は許さない（宵田佳）
- ハルとアオのお弁当箱（まちた）※『ゼノン』本誌連載→移籍（第21話 - 第29話）
- はんなりギロリの頼子さん（あさのゆきこ）
- はんなりチビ子とあさのさん（あさのゆきこ）
- ブラッディ・シュガーは夜わらう（三堂マツリ）
- 魔王さまはかきんちゅう!（作画：綾野綾乃、原作：水城水城）
- 短い横断歩道も待つタイプの中学生（やまうち）
- 南阿蘇で女の子25人と共同生活するとか意味がわからない -096k熊本歌劇団の過激で愉快な日常-（ヨリフジ）
- 魍魎少女（白石純）※『ゼノン』本誌連載作品
- 老女的少女ひなたちゃん（桑佳あさ）※『ゼノン』本誌連載作品
- 私と猫と二十歳の君と（あさひよひ）
- 綿谷さんの友だち（大島千春）

### 連載終了作品（タタン）
- アザミの城の魔女（たらちねジョン）
- あなたが嫌い 〜女の欲望と嫉妬の渦〜（漫画：オギノユーヘイ、原作：宮崎摩耶）
- 伊集院隼人氏の平穏ならぬ日常（漫画：えすとえむ、キャラクター原案：北条司）
- 潮と壱成（宇野ユキアキ）
- 裏京都（夢弥）
- 尾かしら付き。（佐原ミズ）※『ゼノン』本誌連載作品
- 恋い恋いつづり 文豪からの恋手紙（藤見よいこ）
- コワモテ後輩が一日一回好きって言ってくる（カズキ）
- スーサイドライン（naked ape）
- つくおき生活 週末まとめて作り置きレシピ（漫画：仁茂田あい、監修：nozomi）
- 背徳シンデレラ（作画：ふじさきやちよ、原作：神山あんず）
- 星屑セレナーデ 星の瞳のシルエット another story（柊あおい）
- 魔法の天使 クリィミーマミ 不機嫌なお姫様（漫画：三月えみ、原作：スタジオぴえろ）

## WEBコミックぜにょん
『WEBコミックぜにょん』（ウェブコミックぜにょん）は、ノース・スターズ・ピクチャーズが運営していたウェブコミック配信サイト。

### 沿革
2012年10月25日にYahoo! JAPAN内「Yahoo!ブックストア」でオープンした。当初は毎月第4木曜日更新で、2014年1月26日からは毎週日曜日更新に変更された。
2014年12月20日よりリニューアルし、公式サイト上で作品の配信を開始。
2018年4月29日には姉妹サイト「コミックタタン」がオープン。同年8月24日より毎週金曜日更新に変更。2019年10月25日、サイトが同社のゼノン、タタンと共に「ゼノン編集部」へと統合された。

### 特徴
『月刊コミックゼノン』が創刊、閲覧は無料で、掲載作品は全て新作。連載マンガの共通点は「他人に薦めたくなるマンガ」。「ぜにょん」掲載作品の単行本はゼノンコミックスレーベル（2013年7月より刊行開始）にて発売される。

### サイト統合前の連載終了作品（ぜにょん）
- アーサーブライト（霜月かいり）※『ゼノン』本誌より移籍（第10話 - ）
- あび様は享年17歳でこの世を去ったのであります。（もうりだいじ）
- 飯田くんの休日（高瀬志帆）※『おとりよせ王子 飯田好実』のスピンオフ作品
- 伊能栞の明治大正洋食記（オイカワマコ）
- いぶり暮らし（大島千春）
- 嘘酔い少女（綾野綾乃）
- 江口くんは見逃さない（野澤ゆき子）※『ゼノン』本誌連載作品
- おむじょ!（つっつ）
- 俺とSEXすれば売れる（香穂）
- かばんとりどり（ウラモトユウコ）
- 希少種Kのゆるやかな生態（宇野ジニア、取材･協力：しみけん）
- こじらせホリック（暮石ヤコ）
- 罪人さんと、田中さん。（マジコ!）
- G女子!（酉川宇宙）
- ジェノサイダー（作画：秋吉宣宏、原作：宮崎摩耶）※『ゼノン』本誌より移籍（第9話 - ）
- シガーホリック（慶優）
- 失踪宣言（黒川依）
- 女子高生のつれづれ（三本コヨリ）
- 巨大そに子の不便な日常（漫画：綿貫ろん、原作：ニトロプラス）
- 正解するカド 青い春とレールガン（漫画：落合更起、アニメ脚本：野﨑まど、原作：東映アニメーション）
- そうは言うけど -あかりさんちの実験婚-（本庄みのり）
- ソマリと森の神様（暮石ヤコ）
- 魂魂ハラスメント（長岡太一）- 読み:たまたまハラスメント
- タレソカレ（モリコロス）※『タソガレ』より改題
- ちいさな猫を召喚できたなら（Taco）
- ちちのじかん（白田クロノスケ）
- 低反発リビドー（高野雀）
- 鳴沢くんはおいしい顔に恋してる（山田怜）※『ゼノン』本誌より移籍（第16話 - 第31話）
- なんで生きてるかわからない人 和泉澄25歳（あぬ）
- ねこがあらわれた!（漫画：行徒、構成：河田雄志）
- バグガール。（おのたけお）
- 芭蕉と曾良と◯◯と（楠木ひかる）
- バックステージ!（作画：ニイマルユウ、原作：オクショウ）※『ゼノン』本誌より移籍（第17話 - ）
- 花鬼扉の境目屋さん（オイカワマコ）
- パンと僕のモモちゃん（うさとさや）
- ひとり暮らしのOLを描きました（黒川依）
- ぷっちねこ。（Taco）※『3匹のちいさな猫を召喚できたなら』より改題（第52話 - ）
- ポチとヒナ（たぶん）
- 真亜ちゃんは今日も家にいたい（梶川岳）
- 松風さん、走ってる。（橙夏りり）
- マヤさんの夜ふかし（保谷伸）
- まりもとくん こまってる（かしわもか）
- めんけぇなぁ えみちゃん（沼ちよ子）
- もふもふ日和（いずな）

## コミックタタン
『コミックタタン』は2018年4月29日にオトナ女子向けとして開設された。当初は毎週日曜更新で、2018年8月24日からは金曜更新となった。2019年10月25日に「ゼノン編集部」へ統合された。
キャッチコピーは「オトナ女子のココロ弾ます♪」。

### サイト統合前の連載終了作品（タタン）
- 異邦のオズワルド（おかざきさと乃）
- 咲けよ花咲け!（モリコロス）
- 殺人プルガトリウム（小手川ゆあ）
- ブラック・テラー（三堂マツリ）

### タタンコミックス
2019年1月より、竹書房をパートナーとした単行本レーベル「バンブーコミックス タタン」を創刊。編集はコアミックス、発行はノース・スターズ・ピクチャーズ、販売を竹書房が担当。ノース・スターズ・ピクチャーズとの合併に伴い2020年4月より発行もコアミックスが担当。2022年1月発売分からは発売元がコアミックスに変更となり「ゼノンコミックスタタン」として刊行されている。総称として「タタンコミックス」と表記されることもある。

## 映像化作品

### アニメ化
| 作品              | 連載ブランド        | 放送年 | アニメーション制作  | 備考                               |
| ----------------- | ------------------- | ------ | ------------------- | ---------------------------------- |
| ワカコ酒          | WEBコミックぜにょん | 2015年 | Office DCI          | 『月刊コミックゼノン』でも同時連載 |
| 北斗の拳 イチゴ味 | WEBコミックぜにょん | 2015年 | 亜細亜堂            |                                    |
| ソマリと森の神様  | WEBコミックぜにょん | 2020年 | サテライト、HORNETS |                                    |

| 作品                 | 連載ブランド        | 配信年 | アニメーション制作 | 備考 |
| -------------------- | ------------------- | ------ | ------------------ | ---- |
| パンと僕のモモちゃん | WEBコミックぜにょん | 2018年 | グロム             |      |

### 実写化
| 作品                                           | 連載サイト     | 年 | 備考                                                   |
| ---------------------------------------------- | -------------- | --- | ------------------------------------------------------ |
| ワカコ酒                                       | N/A            | 2015年（国内 第1期） 2016年（国内 第2期） 2017年（国内 第3期） 2019年（国内 第4期） 2020年（国内 第5期・SP） 2022年（国内 第6期） 2023年（国内 第7期） 2025年（国内 第8期） | 『月刊コミックゼノン』でも同時連載                     |
| ワカコ酒                                       | N/A            | 2015年（韓国） | 韓国ドラマ。ドラマのタイトルは『私に乾杯〜ヨジュの酒』 |
| はんなりギロリの頼子さん                       |                | 2018年 |                                                        |
| ハルとアオのお弁当箱                           |                | 2020年 |                                                        |
| いぶり暮らし                                   |                | 2022年 |                                                        |
| ガチ恋粘着獣〜ネット配信者の彼女になりたくて〜 | コミックタタン | 2023年 | ドラマ版タイトルは『ガチ恋粘着獣』                     |
| 私と夫と夫の彼氏                               | コミックタタン | 2023年 |                                                        |
| 19番目のカルテ 徳重晃の問診                    |                | 2025年 | ドラマ版タイトルは『19番目のカルテ』                   |

| 作品       | 連載サイト     | 年             | 備考 |
| ---------- | -------------- | -------------- | ---- |
| モブ子の恋 | コミックタタン | 2026年（予定） |      |